# Görwihl
Görwihl è un comune tedesco di 4 233 abitanti,, situato nel land del Baden-Württemberg.